# Węgry na Zimowych Igrzyskach Olimpijskich 1936
Węgry na Zimowych Igrzyskach Olimpijskich 1936 reprezentowało 25 zawodników: 22 mężczyzn i trzy kobiety. Był to czwarty start reprezentacji Węgier na zimowych igrzyskach olimpijskich.

## Zdobyte medale
| Medal | Zawodnik                      | Dyscyplina           | Konkurencja   | Rezultat |
| ----- | ----------------------------- | -------------------- | ------------- | -------- |
| Brąz  | Emília Rotter, László Szollás | Łyżwiarstwo figurowe | pary sportowe | 10,8 pkt |

## Skład kadry

### Hokej na lodzie
Reprezentacja mężczyzn
| - István Csák - Ferenc Monostori - Miklós Barcza - László Róna - Frigyes Helmeczi - Sándor Magyar - András Gergely |  | - László Gergely - Béla Háray - Zoltán Jeney - Sándor Miklós - Ferenc Szamosi - Mátyás Farkas |

Reprezentacja Węgier brała udział w rozgrywkach grupy C turnieju olimpijskiego zajmując w niej drugie miejsce awansując do drugiej rundy.
W drugiej rundzie reprezentacja Węgier brała udział w rozgrywkach grupy A zajmując w niej czwarte miejsce. Ostatecznie reprezentacja Węgier została sklasyfikowana na 7. miejscu.

#### Runda pierwsza
Grupa C
| Drużyna                           | M | Mecze | Mecze | Mecze | Bramki | Bramki | Bramki | Pkt |
| Drużyna                           | M | W     | R     | P     | +      | -      | +/-    | Pkt |
| --------------------------------- | - | ----- | ----- | ----- | ------ | ------ | ------ | --- |
| Pierwsza Republika Czechosłowacka | 3 | 3     | 0     | 0     | 10     | 0      | +10    | 6   |
| Węgry                             | 3 | 2     | 0     | 1     | 14     | 5      | +9     | 4   |
| Francja                           | 3 | 1     | 0     | 2     | 4      | 7      | -3     | 2   |
| Belgia                            | 3 | 0     | 0     | 3     | 4      | 20     | -16    | 0   |

Wyniki
| 6 lutego 1936 | Węgry | 11:2 | Belgia | Olympia-Kunsteis-Stadion |

| Godzina: 16:45 | S. Miklós B. Háray S. Miklós B. Háray L. Róna S. Miklós B. Háray S Magyar B. Háray S. Miklós | (1:1, 2:0, 8:1) | P.Van Reyschoot G. Pootmans | Sędzia główny: Lefébure Sędziowie liniowi: Steinke |

| 7 lutego 1936 | Węgry | 3:0 | Francja | Olympia-Kunsteis-Stadion |

| Godzina: 14:30 | S.Miklos S.Magyar | (0:0, 1:0, 2:0) |  | Sędzia główny: Brown Sędziowie liniowi: Schmidt |

| 8 lutego 1936 | Czechosłowacja | 3:0 | Węgry | Olympia-Kunsteis-Stadion |

| Godzina: 14:30 | O. Kučera Z. Jirotka J. Maleček | (1:0, 1:0, 1:0) |  | Sędzia główny: Loicq Sędziowie liniowi: Brown |

#### Runda 2
Grupa A
| Drużyna         | M | Mecze | Mecze | Mecze | Bramki | Bramki | Bramki | Pkt |
| Drużyna         | M | W     | R     | P     | +      | -      | +/-    | Pkt |
| --------------- | - | ----- | ----- | ----- | ------ | ------ | ------ | --- |
| Wielka Brytania | 3 | 2     | 1     | 0     | 8      | 3      | +5     | 5   |
| Kanada          | 3 | 2     | 0     | 1     | 22     | 4      | +18    | 4   |
| III Rzesza      | 3 | 1     | 1     | 1     | 5      | 8      | -3     | 3   |
| Węgry           | 3 | 0     | 0     | 3     | 2      | 22     | -20    | 0   |

Wyniki
| 11 lutego 1936 | III Rzesza | 2:1 | Węgry | Olympia-Kunsteis-Stadion |

| Godzina: 20:00 | J.Bethmann-Hollweg G.Jaenecke | (0:0, 1:0, 1:1) | S.Miklós | Sędzia główny: Tupalski Sędziowie liniowi: Brown |

| 12 lutego 1936 | Kanada | 15:0 | Węgry | Olympia-Kunsteis-Stadion |

| Godzina: 14:30 | H.Murry w.Thomson D. Neville H.Murry A.Sinclar D. Neville K. Farmer H.Farquharson gol samobójczy H.Murry A.Sinclar | (3:0, 9:0, 3:0) |  | Sędzia główny: Kreisel Sędziowie liniowi: Erhardt |

| 13 lutego 1936 | Wielka Brytania | 5:1 | Węgry | Olympia-Kunsteis-Stadion |

| Godzina: 09:00 | E.Brenchley J.Chappell J.Davey A.Archer | (1:0, 3:1, 1:0) | Z.Jeney | Sędzia główny: Brown Sędziowie liniowi: Schmidt |

### Kombinacja norweska
Mężczyźni
| Zawodnik      | Konkurencja   | Bieg narciarski    | Bieg narciarski    | Bieg narciarski    | Skoki narciarskie | Skoki narciarskie | Skoki narciarskie | Skoki narciarskie | Łącznie | Pozycja |
| Zawodnik      | Konkurencja   | Czas biegu         | Pozycja            | Punkty             | Skok 1            | Skok 2            | Punkty            | Pozycja           | Łącznie | Pozycja |
| ------------- | ------------- | ------------------ | ------------------ | ------------------ | ----------------- | ----------------- | ----------------- | ----------------- | ------- | ------- |
| Károly Kővári | Indywidualnie | Nie ukończył biegu | Nie ukończył biegu | Nie ukończył biegu | -                 | -                 | -                 | -                 | -       | -       |
| László Szalay | Indywidualnie | Nie ukończył biegu | Nie ukończył biegu | Nie ukończył biegu | -                 | -                 | -                 | -                 | -       | -       |

### Łyżwiarstwo figurowe
| Zawodnik                                 | Konkurencja   | Nota  | Pozycja |
| ---------------------------------------- | ------------- | ----- | ------- |
| Éva von Botond                           | Solistki      | 356,1 | 15.     |
| Elemér Terták                            | Soliści       | 379,0 | 8.      |
| Dénes Pataky                             | Soliści       | 374,8 | 9.      |
| Emília Rotter László Szollás             | Pary sportowe | 38,5  | brąz    |
| Piroska Szekrényessy Attila Szekrényessy | Pary sportowe | 32,5  | 4.      |

### Łyżwiarstwo szybkie
Mężczyźni
| Zawodnik        | Konkurencja      | Czas    | Miejsce |
| --------------- | ---------------- | ------- | ------- |
| László Hídvéghy | Bieg na 1500 m   | 2:29,0  | 25.     |
| László Hídvéghy | Bieg na 5000 m   | 8:53,2  | 17.     |
| László Hídvéghy | Bieg na 10 000 m | 18:04,0 | 14.     |

### Narciarstwo alpejskie
Mężczyźni
| Zawodnik         | Konkurencja         | Zjazd  | Zjazd   | Slalom              | Slalom              | Slalom  | Łącznie                  | Łącznie                  |
| Zawodnik         | Konkurencja         | Czas   | Pozycja | Czas 1-go przejazdu | Czas 2-go przejazdu | Pozycja | Punkty                   | Pozycja                  |
| ---------------- | ------------------- | ------ | ------- | ------------------- | ------------------- | ------- | ------------------------ | ------------------------ |
| László Szalay    | Kombinacja alpejska | 6:14,4 | 32.     | 1:27,6              | 1:29,9              | 12.     | 79,68                    | 19.                      |
| Károly Kővári    | Kombinacja alpejska | 6:00,4 | 27.     | 1:44,8              | 1:43,6              | 28.     | 75,05                    | 27.                      |
| Imre Csík        | Kombinacja alpejska | 5:48,2 | 21.     | 1:48,5              | 2:08,2              | 32.     | 72,24                    | 30.                      |
| Levente Balatoni | Kombinacja alpejska | 6:36,6 | 38.     | DNF                 | -                   | -       | Nie ukończył konkurencji | Nie ukończył konkurencji |